# Violació

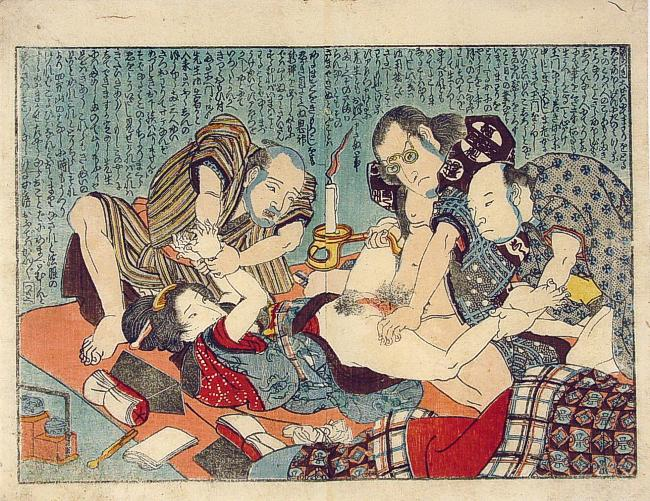
Violació

La violació és l'acte de mantenir relacions sexuals amb una altra persona sense el seu consentiment i, per tant, emprant la violència física, psicològica i emocional, usant mitjans que anul·lin el consentiment de la persona ofesa, o bé quan la persona ofesa no pot donar el seu consentiment, com el cas de menors d'edat o persones en estat d'inconsciència. A la majoria de codis penals actuals es considera un delicte greu que atempta contra els drets fonamentals de les persones.
Segons un informe de les Nacions Unides publicat en 2010 i un estudi de l'Organització Mundial de la Salut de 2017, la majoria de violacions són comeses per homes i la majoria de persones agredides són dones, amb la mateixa proporció existent per a les agressions sexuals i la violència domèstica.

## Causes
L'Organització Mundial de la Salut afirma que els principals factors que condueixen a la perpetració de violència sexual contra les dones, inclosa la violació, son factors com les creències en l'honor familiar i la puresa sexual, actituds de dret sexual masculí, així com sancions legals débiles per a la violència sexual.
L'antropòloga Peggy Reeves Sanday investigà les violacions en 150 societats humanes i trobà que allò correlatiu a les societats absents de violacions fou que les dones tenien autoritat no relacionada amb la reproducció a la comunitat, no hi havia relació jeràrquica basada en el sexe, els xics eren ensenyats a respectar a xiques i dones en compte d'ensenyar-los a protegir-les, eren estables i pacífiques, les religions no presentaven divinitats que foren totes masculines i no explotaven el medi ambient.
Allò correlatiu a les societats amb la tendència a les violacions fou que toleren, promouen i sovint glorifiquen la violència com a marca de la masculinitat a la infantesa primerenca, l'autoritat i el treball és segregat per sexe on les dones tenen poca o gens d'autoritat no relativa a la reproducció i les qualitats eren considerades femenines són considerades com a inferiors.

## Tipus
Quatre de cada cinc violacions es produeixen per part d'agressors que coneixen la persona ofesa, essent amics, ex-parelles o companys o una parella nova. Això fa que molt poques siguin denunciades, segons associacions d'atenció a la víctima. Cal tenir en compte que les famílies rarament es posen de part de l'agredida. La violació per part de la parella o dins del matrimoni no està reconeguda com a delicte arreu del món però s'inclouria dins d'aquest primer grup de violacions. Un altre tipus n'és el ius primae noctis. També es consideren violacions els contactes sexuals que els homes mantenen amb les seves esposes als matrimonis forçats i es consideren violadors als puters consumidors d'infants, dones i persones en general (vegeu també: esclavitud sexual).
La violació col·lectiva es produeix quan diversos agressors violen una mateixa persona, inclou els assalts de bandes i les violacions de guerra. Els agressors usen una dosi més alta de violència que en altres casos i solen ser desconeguts per a la víctima, excepte en els casos de determinades violacions "d'honor" (crims d'honor), on familiars o autoritats ataquen una dona que ha comès una falta per a la comunitat o està emparentada amb gent que ha comès un delicte. Una de cada deu violacions comeses a Europa en 2015, és a dir, prop de quatre-centes mil violacions, van ser comeses per més d'un autor.
Un tercer grup és l'abús sexual a menors, majoritàriament perpetrat dins la família dels infants. Segons la Fundació Vicky Bernadet, el 23% de dones i el 17% d'homes ha patit abusos sexuals quan eren menors d'edat.
Per acabar existeixen les violacions en institucions, com centres de menors, presons o similars. Entre aquestes es troben les violacions "correctives", suposadament per sanar "malalties" com l'homosexualitat o la histèria. Les violacions es poden classificar també segons el sexe dels involucrats en l'acte.

## Patologia
Segons els mossos d'esquadra, el 100% de violadors són homes i el 96% de les denunciants són dones, la majoria entre 13 i 37 anys.
Segons les Nacions Unides, una de cada deu dones patirà una agressió sexual al llarg de la seva vida. A Europa, una enquesta sobre violència masclista de l'Agència Europea de Drets Fonamentals va concloure que quatre milions d'europees han estat violades almenys una vegada durant l'any 2015. La cultura de la violació pressent als Països Catalans fan que sigui tractada als mitjans de comunicació, política i socialment com un fet aïllat o com l'acció esporàdica d'un pertorbat però a Europa només el 5% d'agressors pateixen trastorns mentals. Aquest estereotip minimitza el problema de la violència masclista envers les dones i estigmatitza les malalties mentals. Tot i que un 93% de violacions no són denunciades, a Catalunya els Mossos d'Esquadra en reben una cada sis hores de mitjana.
La violació és una agressió sexual executada, però no hi ha estadístiques dels intents de violacions frustrats, dels que se sap que són molt nombrosos. Alguns es poden tipificar en delictes d'assetjament sexual o de violència psicològica o física. Segons la Macroencuesta sobre Violència de Gènere de 2015 a Espanya, una de cada quatre dones ha patit violència psicològica o control emocional al llarg de la seva vida, una de cada quatre dones europees ha estat violada i que una de cada dos ha patit assetjament sexual només a la feina, segons l'Agència Europea de Drets Fonamentals, i un terç de les dones al món ha viscut violència física o sexual al llarg de la seva vida, segons les Nacions Unides.

## Conseqüències
Les conseqüències inclouen traumatismes físics i biològics, que poden incloure malalties de transmissió sexual o d'altres que pugui contagiar el violador, desgarraments i ferides diverses amb riscos d'infecció, de desangrament i altres, alteracions del sistema reproductor i fins i tot, segons el tipus de violència, la pèrdua de fertilitat i fins i tot la mort.
Els traumatismes també són psíquics i tenen conseqüències sociopsicològiques i neurològiques greus. En quatre de cada cinc casos es manifesta estrès post-traumàtic i, a causa d'una cultura social masclista, que culpa a la dona supervivent o víctima, aquesta sol patir un fort sentiment de culpabilitat i vergonya. Les conseqüències no físiques de la violació les pateix també l'entorn de la persona agredida i poden transmetre's al llarg de vàries generacions.

## Violència contra les supervivents i víctimes de violació
Les supervivents de violació pateixen, pel fet d'haver estat agredides, encara més violència institucional, com per part de la policia que les aten, el sistema jurídic i els mitjans de comunicació.
Algunes cultures consideren que la víctima ha comès un adulteri i que deshonra la família i la comunitat, més encara si com a conseqüència ha de patir a més un embaràs no desitjat. Diferents cultures arreu del món, en diverses èpoques, poden decidir forçar un casament entre la víctima i el seu agressor, matar a la víctima o cometre altres crims d'honor.

## Cures
Les cures mèdiques i psicològiques que s'apliquen inclouen les aplicades a les persones ferides o víctimes de traumatismes físics, complementades amb les pròpies de les persones a les quals s'ha comès abús. No tot el personal mèdic està encara suficientment sensibilitzat ni és prou conscient de la fragilitat de la persona violada, i encara menys als àmbits policial, administratiu i jurídic.
Front a una violació, la dona agredida pot treballar, apoderar-se i expressar-se en llibertat a qualsevol dels centenars de grups de dones existents al territori catalanoparlant i que tenen com a objectiu assessorar i donar suport a les dones que hagin patit qualsevol tipus d'agressió masclista i que, alhora, formen en feminisme. En aquests grups, les dones poden treballar, apoderar-se i expressar-se en llibertat sense estar sotmeses als rols de poder exercits pels homes. Aquests i altres grups ofereixen també tallers de formació en autodefensa feminista.
L'autodefensa feminista es basa en l'ús de la violència com una eina de legítima defensa per a les dones en el moment de fer front a una agressió masclista. Per a fer-ho, disposa de tècniques emocionals i físiques, aquestes darreres basades en disciplines com el karate o la boxa.
A Espanya existeix telèfon directe, confidencial i gratuït que funciona les vint-i-quatre hores del dia durant tot l'any, el 016, per trucar en cas d'un intent de violació o qualsevol forma d'agressió masclista. A Catalunya, a més, existeix un altre telèfon propi d'atenció: el 900 900 111.

## Tolerància social a la violació
La societat occidental actual està plena de prejudicis, creences i idees que tendeixen bé a justificar la violació o bé a negar o minimitzar la responsabilitat del violador, fins i tot arribant a fer-la compartir amb la víctima en alguns casos. Al cas de violació d'una dona adulta, els estudis i estadístiques mostren una tendència que les víctimes hagin de confrontar-se a prejudicis recurrents que alteren la seva capacitat i el seu dret a fer conéixer el seu patiment i a denunciar les agressions.
Aquests mites i excuses masclistes són molt nombrosos però de manera grollera es poden dividir en tres grans grups: per una banda, tot el que al final vol dir "no ha passat res", promovent la idea que les dones acusen falsament als homes de violació per venjança o altres motius, acusant la víctima de mentidera; el segon gran grup té a veure amb les idees de que "ella ho volia" o "a ella li ha agradat", incloent el mite de que les dones quan diuen que "no" volen dir que "sí", que elles s'han divertit, que han disfrutat, que els excita la violència, que ella no s'ha resistit prou o que ha fet vida suposadament normal després de ser agredida. Finalment, el tercer grup és el referent a "ella s'ho mereixia" o "ella s'ho ha buscat", que inclou culpabilitzar a la dona víctima per les circumstàncies de l'agressió, com el que duia posat de roba, el pentinat, el maquillatge, alguna cosa que podia dir o fer, on estava o si estava sola.

## Legislació
A la constitució espanyola, l'article 179 del Código Penal qualifica l'"agressió sexual" al contacte sexual amb penetració anal, bucal o vaginal sense consentiment, que s'obté per mitjà de la violència o la por. El tipus bàsic de les agressions sexuals vincula la presència de violència o intimidació a l'atemptat contra la llibertat sexual, sense establir més circumstàncies personals ni objectives. És a dir, el càstic a la persona agressora es produeix pel fet de coartar, limitar o anul·lar la lliure decisió d'una persona en relació amb la seva activitat sexual.
El codi penal diferencia agressió sexual d'abús sexual, segons si considera que s'ha utilitzat o no la força per dur a terme la violació. D'altra banda, qualsevol contacte sexual amb una persona menor de setze anys és un delicte.

## Procediment penal
En cas de patir una violació és recomana anar sense rentar-se al CAP o a l'hospital més proper i tenir assessorament legal abans de posar cap denúncia. Cal tenir en compte que la persona agredida mai és culpable de l'agressió. És recomanable que estigui acompanyada en tot moment de persones de confiança.
Segons Dones Juristes, el procés judicial sol durar més de dos anys i durant tot aquest temps la denunciant és qüestionada contínuament pel seu entorn, pel sistema policial i judicial i, si la notícia transcendeix, també pels mitjans massius de comunicació. Quan les advocades expliquen com serà, la majoria de dones que volíen posar una denúncia es fan enrere.

## La violació a la ficció
La violació ha tingut representacions en la ficció, com és el cas de la literatura, les pel·lícules i les sèries de televisió.
La representació que es realitza de l'acte de la violació a les narratives exposades en pantalla sol, segons A. Heller-Nicholas, sol ser melodramàtica, en un sentit distint al del gènere simple, presentant un dualisme moral (bons contra roïns, víctima contra criminal). Al cinema de terror sol utilitzar-se la violació per a "explorar conceptes fora de les realitats socials dels assalts sexuals". El sentit melodramàtic s'entén com la intenció de provar l'existència d'un "univers moral" on el bé i el mal són forces actives i "pot ser reivindicat la seua existència i la seua força categòrica entre els homes". Així, hi ha una promesa que, malgrat que ocorrega una violació per part del maligne de la pel·lícula, l'ordre moral pot ser restaurat.
La violació en la representació audiovisual és objecte d'anàlisis feministes qui el posen en relació amb el poder, el gènere i la sexualitat. Heller-Nicholas a més afegeix una interpretació de dualisme moral en aquestes representacions.
La violació té un paper essencial al gènere cinematogràfic de la violació i venjança.
L'ànalisi feminista de la violació a les pel·lícules destaca que la violació i la capacitat de ser violada són fonaments de la construcció del gènere femení en aquestes obres audiovisuals.